# Suleiman Abdullahi
Suleiman Abdullahi (Kaduna, 10 december 1996) is een Nigeriaans betaald voetballer die doorgaans speelt als spits. In februari 2025 verliet hij IFK Göteborg.

## Clubcarrière
Abdullahi speelde in zijn thuisland Nigeria voor Gee Lee Academy Jos en El-Kanemi Warriors. In 2015 maakte hij de overstap naar het Noorse Viking FK, waar hij een contract voor de duur van vier jaar ondertekende. Zijn eerste optreden in de competitie volgde op 6 april 2015, toen op bezoek bij Mjøndalen IF met 1–0 verloren werd. Abdullahi begon aan het duel als reserve, maar twaalf minuten voor het einde van de wedstrijd verving hij de IJslander Jón Daði Böðvarsson. Zijn eerste doelpunt viel drie weken later, op 25 april, toen met 1–4 verloren werd van Rosenborg BK. In de zevenenzeventigste minuut tekende hij voor de 1–2, waarna Rosenborg dus nog twee doelpunten maakte.
In de zomer van 2016 maakte de Nigeriaan de overstap naar Eintracht Braunschweig. De Duitsers betaalden iets minder dan een miljoen euro voor zijn diensten. Hij ondertekende een contract voor vier jaar, tot medio 2020. Twee jaar na zijn komst werd Abdullahi voor de duur van één seizoen verhuurd Union Berlin. Na afloop van dat seizoen nam Union de aanvaller definitief over. Medio 2020 keerde Abdullahi op huurbasis terug bij Braunschweig. In de zomer van 2022 verliep de verbintenis van Abdullahi in Berlijn en hij stapte transfervrij over naar IFK Göteborg.

## Clubstatistieken
| Seizoen | Club                     | Competitie    | Competitie | Competitie | Beker | Beker | Internationaal | Internationaal | Totaal | Totaal |
| Seizoen | Club                     | Competitie    | Wed.       | Dlp.       | Wed.  | Dlp.  | Wed.           | Dlp.           | Wed.   | Dlp.   |
| ------- | ------------------------ | ------------- | ---------- | ---------- | ----- | ----- | -------------- | -------------- | ------ | ------ |
| 2015    | Viking FK                | Eliteserien   | 27         | 8          | 3     | 1     | —              | —              | 30     | 9      |
| 2016    | Viking FK                | Eliteserien   | 13         | 5          | 1     | 1     | —              | —              | 14     | 6      |
| 2016/17 | Eintracht Braunschweig   | 2. Bundesliga | 13         | 1          | 1     | 0     | —              | —              | 14     | 1      |
| 2017/18 | Eintracht Braunschweig   | 2. Bundesliga | 28         | 7          | 1     | 0     | —              | —              | 29     | 7      |
| 2018/19 | → Union Berlin           | 2. Bundesliga | 19         | 2          | 3     | 1     | —              | —              | 22     | 3      |
| 2019/20 | Union Berlin             | Bundesliga    | 6          | 1          | 0     | 0     | —              | —              | 6      | 1      |
| 2020/21 | → Eintracht Braunschweig | 2. Bundesliga | 16         | 2          | 2     | 1     | —              | —              | 18     | 3      |
| 2021/22 | Union Berlin             | Bundesliga    | 0          | 0          | 0     | 0     | 0              | 0              | 0      | 0      |
| 2022    | IFK Göteborg             | Allsvenskan   | 5          | 0          | 0     | 0     | —              | —              | 5      | 0      |
| 2023    | IFK Göteborg             | Allsvenskan   | 12         | 0          | 4     | 0     | —              | —              | 16     | 0      |
| 2024    | IFK Göteborg             | Allsvenskan   | 2          | 0          | 0     | 0     | —              | —              | 0      | 0      |
| Totaal  | Totaal                   | Totaal        | 141        | 26         | 15    | 4     | 0              | 0              | 156    | 30     |

Bijgewerkt op 13 februari 2025.